# 긴부리도요속
긴부리도요속(Limnodromus)은 도요과에 속하는 속으로 세 가지의 섭금류 종이 포함되어 있다. 긴부리도요속에 속하는 새들은 중간 정도의 크기에 긴 부리를 가지고 있다. 속의 학명은 고대 그리스어의 limne(습지)와 dromos(주자)에서 왔다. 1830년대에 영어로 처음 기록되었다.
Limosa 속과 신체, 부리 모양이 닮았으며 여름에 불그스름한 상체를 가진다는 점에서 비슷하다. 그러나 긴부리도요속은 다리가 훨씬 짧다는 점에서 차이를 보인다. 세 종 모두 강한 이동성을 보인다.
북아메리카에 서식하는 두 종은 구분하기 어려우며, 수년 간 하나의 종으로 분류되어 왔다. 아시아에 서식하는 큰부리도요는 드물고 잘 알려져 있지 않다.
하위 종은 다음과 같다.
- 짧은부리도요, Limnodromus griseus
- 긴부리도요, Limnodromus scolopaceus
- 큰부리도요, Limnodromus semipalmatus